# ザ・コヨーテ

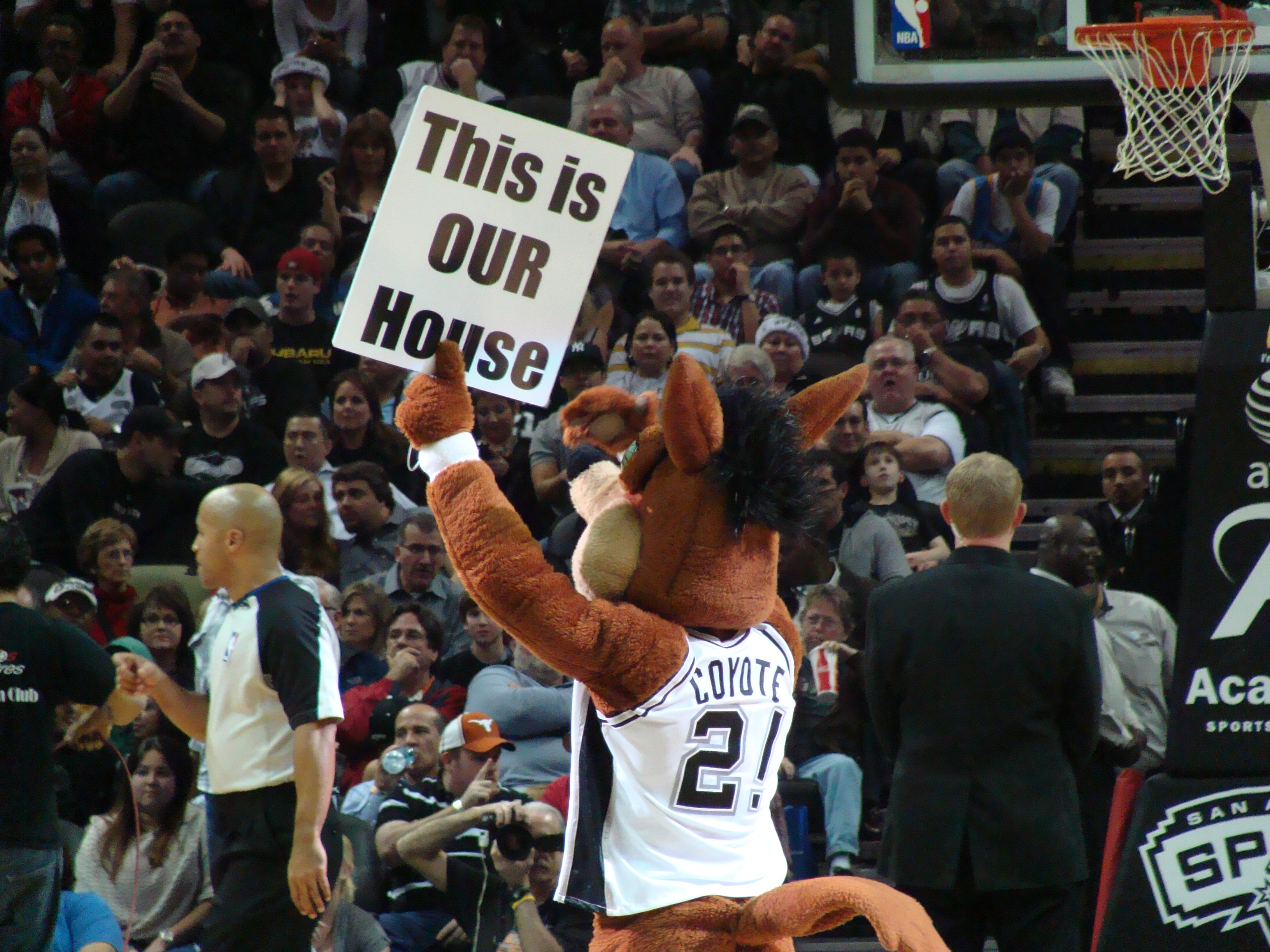
スパーズホームゲームのタイムアウト中に観客にメッセージを送るザ・コヨーテ

ザ・コヨーテはNBAサンアントニオ・スパーズのマスコットで、コヨーテをモチーフにしている。スパーズの代表的プレーヤーのティム・ダンカンに因んで背番号2!のジャージを着用している。1983年にティム・デレクが生み出し、1995年から、ロブ・ウィコールがコスチュームを着て演じて以来、2006年にgameops.comの2005年マスコット・オブ・ザ・イヤーを受賞、2007年に、マスコット殿堂入りを果たし、2014年にNBAベストマスコット・オブ・ザ・イヤーを受賞している。2016年21年間務めたウィコールが強直性脊椎炎により引退することを表明している。

## バイオグラフィ
サンアントニオ・スパーズの公式サイトで紹介されている、ザ・コヨーテのバイオグラフィは
おおよそ以下のようなものである。
- フルネームは：ENTERTAINUS CARNIVOROUS（肉食系　エンターテナー）
- 1983年にサンアントニオ・スパーズと「フリー(蚤)エージェント」で契約した。[5]。
- 背番号は 2! 。[6]
- 1993-1994年シーズンに、「1試合でバスケットボールとドーナツ[7]の両方でダンクシュートを決めた」NBA史上初のマスコットとなった。
- 1997年12月17日のロサンゼルス・レイカーズ戦で、自己記録となる『1118ハグ』を達成。
- 2003-2004年シーズンは50試合に出場（すべて先発出場）で、1試合平均の成績は『大笑い』が29.9、『小笑い』が11.8だった。
- 2005年に gameops.com のマスコット・オブ・ザ・イヤーを受賞[8]。
- 2007年にマスコット栄誉の殿堂入り。
- NBAのMVV (Most Valuable Varmint：最 優秀 害獣 賞)を12回獲得した。
- NBAで唯一、毎回、郵便配達員（The Mailman:カール・マローンのニックネーム）に唸り声をあげるマスコット。
- 年間400回公共の場所に出没し一出没当たり平均19.8「くすぐり」の成績を残している。
- 独身だが、畜産(繁殖)を考えている。
- ACME(絶頂)大学を前菜[9]で卒業
- もう少しで映画ロード・オブ・ザ・リングの主役を務めるところだったが、コヨーテに薬指（ring finger）が無いことが判明しイライジャ・ウッドに役を奪われた。
- ディズニーの担当者と「コヨーテキング[10]２ 1/2」の打ち合わせをしているところを目撃された。
- 好きな食べ物は「ロードランナー[11]」。逆に「サンディエゴ・チキン[12]フライ」は苦手にしている。
- いつか、名犬ラッシーをランチに招待したい。
- お気に入りのバンドはロス・ロボス。
- 休日はフォックス放送を見てすごす。
- ベクサー郡（サンアントニオの所在地）に住んでいることが怖いと認めている。